# یزید بن الحکم الثقفی
یزید پسر حکم پسر ابی العاص ثقفی بصری شاعر عهد اموی بود. او از قبیله ثقیف و پدر بزرگش ابولعاصی صحابه محمد ( رسول الله ) و عمویش ( کاکایش ) همیار عثمان بن ابی العاص بود. شاعر بلند مرتبه از بزرگان دوران اموی.

## اشعارش
شریت الصبا والجهل بالحلم والتقی وراجعت عقلی والحلیم یراجع

أبی الشیب والإسلام أن أتبع الهوی وفی الشیب والإسلام للمرء وازع